# 暖暖日記
《暖暖日記》又謂作海獺波樂（2019年新譯名）是五十嵐三喜夫以四格漫畫形式創作的日本漫畫作品，竹書房出版，最初於1986年《天才俱樂部》的3月號上刊登。
曾在1995年4月至1996年3月播出電視動畫，2016年為紀念作品誕生30周年的企劃，同年4月起播出8分鐘短篇的新作動畫。

## 故事簡介
無論漫畫或者動畫，构图色彩饱满温暖，语言简洁易懂，观众以儿童为主，但也不乏有部分日语爱好者将其作为日语学习的启蒙训练教程。
海獭暖暖，花栗鼠和浣熊是友好三人组，森林里每天發生的日常行為總會被三人發酵為有趣的話題，偶爾還能看到熊老大和捕魚貓因為保護森林不力的問題發生爭執。看似日常的劇情中，他們总是一起讨论莫名其妙的哲学性的问题，环境，人性……最終大家高高興興的各回各家啦！把剩下的問題和答案留給了觀眾。

## 登場角色

### 主要角色
暖暖　又音译做波乐
本作品的主人公。一只蓝色皮毛的雄性海獭，生活在海里，但总喜欢去森林里找朋友们玩。平时双手拿着一个扇贝，因为那是他的食物。性格随和，对任何人都很用心。从小由爸爸照顾。
花栗鼠
暖暖的好朋友，一只雄性花栗鼠。喜欢吃胡桃，平时也爱手里拿着一颗胡桃或者夹在尾巴里，整部作品的哲学担当。性格较弱，从小受小姐姐的欺负，平时受浣熊欺负，经常被欺负的他有一句口头禅“欺负人”每次暖暖都会回答“没有欺负花栗鼠啦”。由爸爸抚养长大。
浣熊
一只棕色的雄性浣熊，和爸爸一起住树洞，也是暖暖的好朋友。爱吃山芋，也总是因为放臭屁或者弄乱家里被父亲捶打。性格随父亲，暴躁易出手伤人，但是对待他的朋友也很用心。有一个喜欢旅行、从小就没怎么见到的妈妈。
渔猫/捕鱼猫
几年前，一只因为受伤从其他森林顺着河流漂来的捕鱼猫。和森林里原来的熊老大战斗了一次之后，成了森林里新的的保护者。是暖暖最喜欢的大朋友，很多时候暖暖总去问他一些问题或者找他玩。独自住在一个山洞里。
暖暖的爸爸
说话缓慢，笑声独特，尽力去扮演一个父亲的角色。在暖暖很小的时候，爸爸就失去了自己的妻子。
浣熊的爸爸
有一个爱旅行的妻子，所以独自将浣熊抚养长大。脾气很臭，常常因为一点小事就打浣熊，所以浣熊不喜欢他，常常称呼他为"混蛋老爹"。不算一个好父亲，但也还算尽职。
狼獾
一只年轻的狼獾，暖暖和小伙伴的朋友。有一个不好的习惯：总是在森林的路上拉屎。
耳廓狐
一只年轻的狐狸，暖暖和小伙伴们的朋友，和父母住在沙地里。

### 其他角色
熊老大
年轻时候是森林的老大，担任着保护森林的指责。有一个妻子和孩子。在河里用爪子捕鱼的能力很厉害。自从输给捕鱼猫，自己离开亲人去了山顶独居之后，就很少下山。
小姐姐
花栗鼠的二姐。性格外向。有点霸道，还喜欢欺负花栗鼠。
大姐
花栗鼠的大姐。喜欢唱歌。有一对超出脑袋宽度的眉毛，睫毛也长长的。很温柔，也有点多愁善感。
关门大叔
暖暖小时候想象的一只高高的猫，是暖暖小时候噩梦的主角。暖暖认为他会专门惩罚做坏事的小孩，将小孩子带到一个山洞并且关在石头里。前半部分出现较多，作品后面的部分已经不再出现。

## 電視動畫
动画版一话时长五分钟。主角可能是森林中的任何一个动物。

### 配音员
- 暖暖：雪深山福子

- 花栗鼠：雄賀多あや

- 浣熊:高野慎平

- 狼獾(和暖暖)的爸爸：伊東孝明

- 浣熊的爸爸：粟津貴嗣

- 渔猫/关门大叔：黒藤結軌

- 耳郭狐/二姐：重松 朋
- 獾/大姐：あらいしずか

- 熊老大：小手川拓也
  - 小手川拓也**还客串耳廓狐爸爸，暖暖他爸爸的朋友等多位角色。

### 主题曲
- 主題歌：「bonobonoする」
- 作曲•作词：桃野 陽介
- 歌：モノブライト（kiraku records）
- 音楽：若林タカツグ

## 外部連結
- 暖暖日記 （页面存档备份，存于）（日語）
- ぼのぼの （页面存档备份，存于）（日語）
- 暖暖的智能手機服務（日語）
- SANYO：CRAプレミアム海物語〜ぼのぼのが遊びに来たよ!〜（日語）